# Réserve naturelle de Wolong
Pour les articles homonymes, voir Wolong.

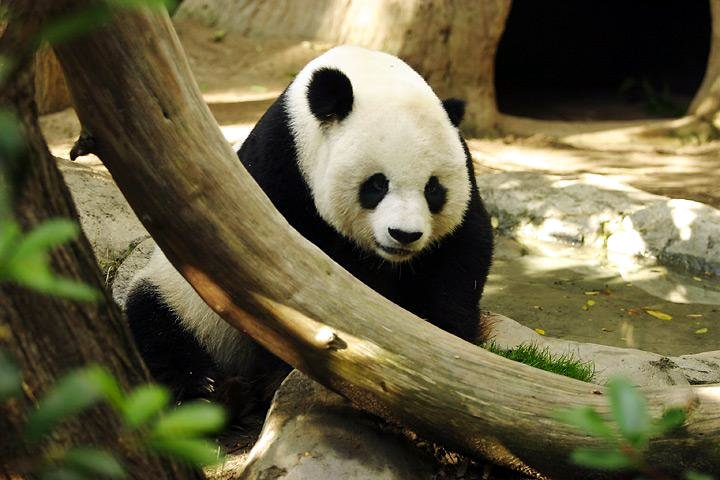
Panda géant

La réserve naturelle nationale de Wolong, située dans le Xian de Wenchuan placé sous la juridiction de la préfecture autonome tibétaine et qiang d'Aba, à 130 km de Chengdu, capitale de la province du Sichuan en république populaire de Chine.
La réserve naturelle de Wolong a été fondée en 1963 avant de devenir une réserve de biosphère en 1979. Elle est connue pour son Centre de recherche des pandas géants de Wolong, qui dirige la reproduction et la protection des pandas géants. Elle couvre une superficie d'environ 7 000 km2. Le site abrite environ 300 pandas géants, la moitié d'entre eux est à l'état sauvage, alors que l'on ne recense, en 2007, qu'environ 1 600 pandas géants dans le monde.
En 2004, la réserve et différents centres de recherche ont été couverts par un réseau de télécommunication sans fil qui permet de suivre jour et nuit l'activité des pandas. Cette avancée technique est d'un grand secours pour les chercheurs qui peuvent ainsi éviter de nombreux déplacements et assurer une surveillance discrète des animaux.
La réserve a été ajoutée à la liste du patrimoine mondial de l'UNESCO le 12 juillet 2006.
La chasse au panda géant, l'une des espèces les plus menacées au monde, a été interdite officiellement en 1962 en Chine. Wolong a donc été fondée dès 1963, et est devenue la plus grande réserve de pandas géants parmi les 31 de ce type en Chine avec 200 000 hectares consacrés aux animaux. Elle abrite en 2006 154 pandas géants sauvages, soit 10 % du total du pays.

## Sources
- (en) Giant Panda fact sheet
- (en) Hogan, C.M., Lumina Tech, Environmental analysis of the Wolong National Nature Reserve (2007)